# Varaha

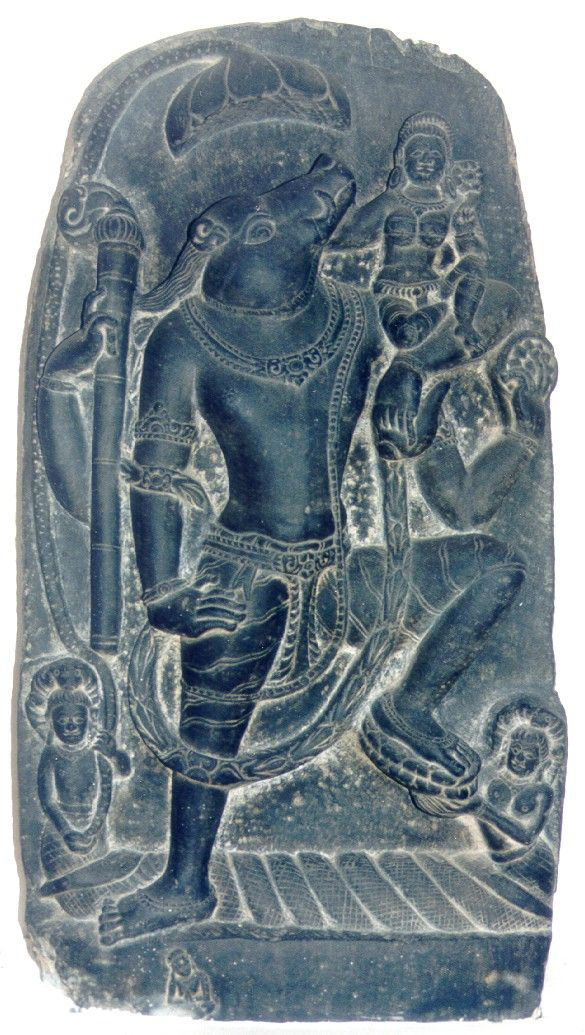
Varaha in anthropomorpher Gestalt mit Eberkopf hebt die Erde – in Gestalt der Erdgöttin Bhudevi – aus dem Urozean; zu seinen Füßen schlangengestaltige Dämonen bzw. Diener. Zwei seiner Arme halten typische Attribute Vishnus – Keule (gada) und Diskus bzw. Rad (chakra).

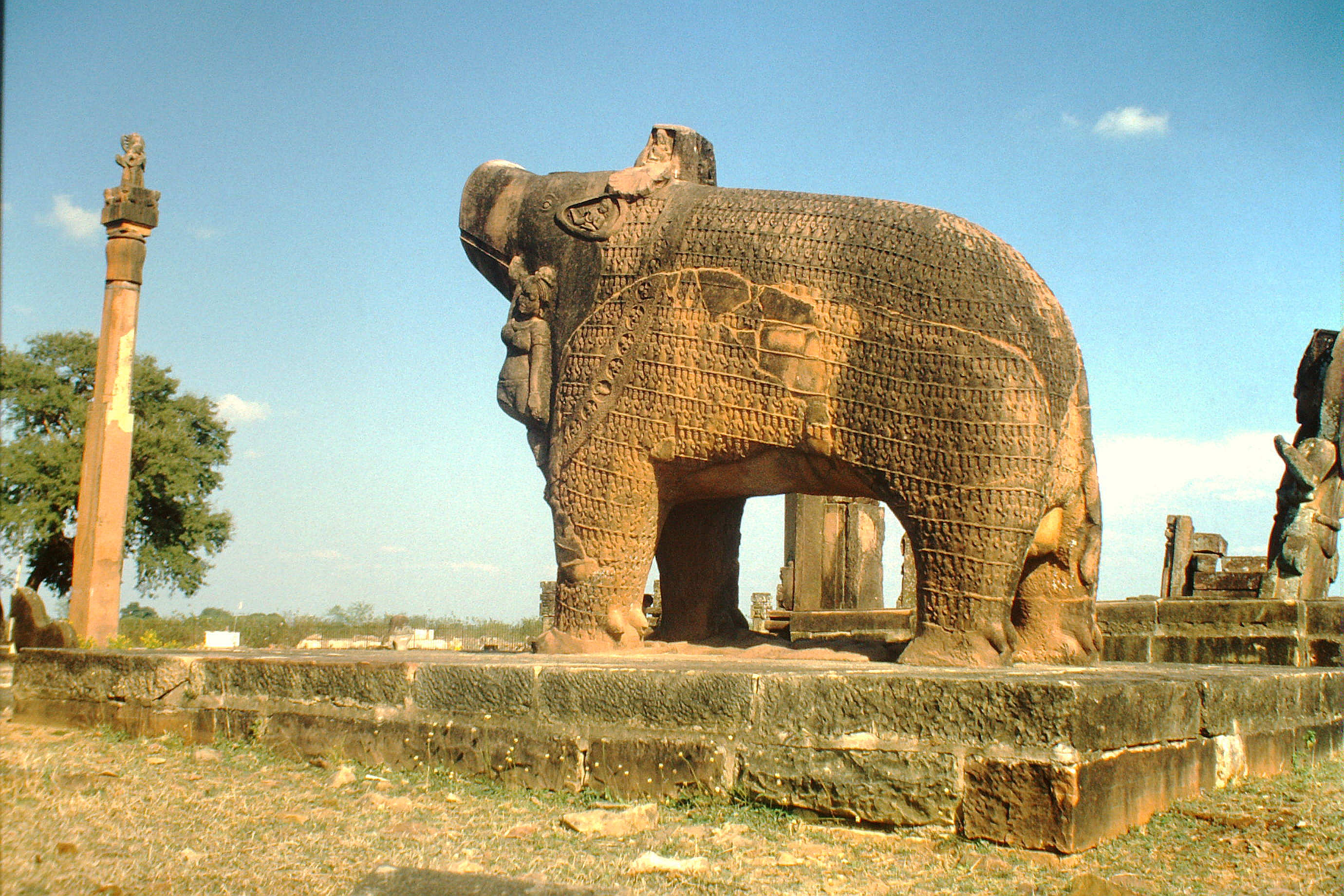
Der kolossale Varaha in Eran ist eine der frühesten bekannten, vollständig theriomorphischen Ikonen Varahas. Sie wurde vom Huna-König Toramana um 510 n. Chr. geweiht. Ihm gegenüber steht Garuda auf einer Säule.

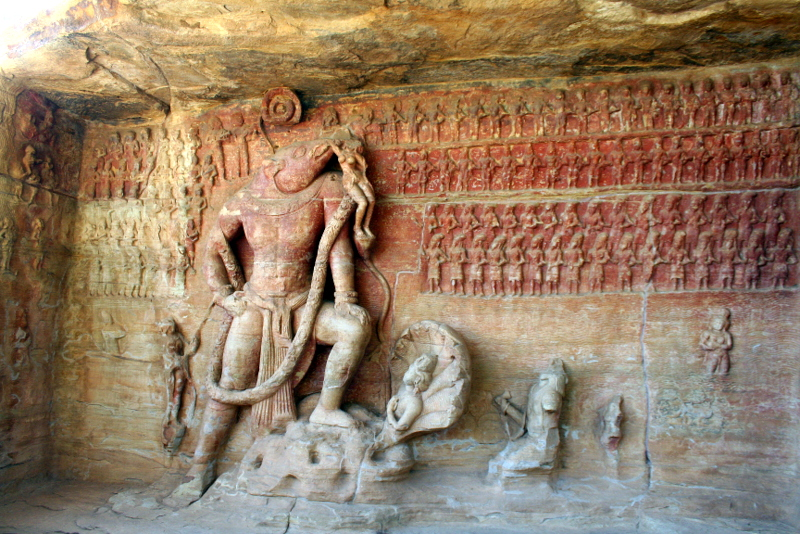
Udayagiri – Vishnu in seiner Eber-Inkarnation

Varaha (Sanskrit वराह varāha ‚Eber‘) ist im Hinduismus die dritte Inkarnation (avatara) des Gottes Vishnu in Gestalt eines Ebers. Die Vorstellung des Ebers, der durch Wühlen im Schlamm die Erde hervorbringt, ist schon in vorhinduistischen Zeiten (3000 v. Chr.) auf den Andamanen archäologisch bezeugt.
Varaha kann als Wildschwein oder in einer anthropomorphen Form mit einem Wildschweinkopf und einem menschlichen Körper dargestellt werden. Seine Gefährtin, Bhudevi, die personifizierte Erde, wird oft als junge Frau dargestellt, die von Varaha hochgehoben wird.

## Legenden
Seinem Ruf als Erhalter/Bewahrer der Welt wird Vishnu auch in der Inkarnation als Varaha gerecht. Laut Varaha-Purana versank die Erde einst, als ein neues Zeitalter angebrochen war, in den Gewässern der Urzeit. Wie eine Mutter, deren Kind ins Wasser gefallen ist, nicht zögert ihm hinterherzuspringen, um es zu retten, galt Vishnus erster Gedanke dem Erhalt der Erde. Er nahm die Form des Ebers, des mächtigsten Sumpftiers an; als guter Schwimmer tauchte er in den Urozean hinab. Dort tötete er den gefährlichen Dämon Hiranyaksha, hob auf seinen kolossalen Hauern die Erde in Gestalt der Göttin Bhudevi (Bhumi) – ein Beiname der Prithivi – empor und rettete sie vor dem Versinken im vorzeitlichen Chaos.
In einer anderen Fassung entführte der Dämon Hiranyaksha, der von Brahma Unsterblichkeit erlangt hatte, die Erde in die Tiefen des Urmeeres.
Eine weitere Fassung der Legende berichtet, dass die Erde beim Schöpfungsakt Brahmas versehentlich in den Urozean fiel, woraufhin Brahma die Hilfe Vishnus erbat, der daraufhin die Gestalt eines Ebers annahm.
Die Schriften betonen die gigantische Größe Varahas. Die Brahmanda Purana, die Vayu Purana, die Matsya Purana, die Harivamsa und die Linga Purana beschreiben Varaha als 10 Yojanas in der Breite und 1000 Yojanas in der Höhe (die Reichweite eines Yojanas ist umstritten und liegt zwischen 6 und 15 Kilometern). Er ist groß wie ein Berg und glühend wie die Sonne. Sein Teint ist dunkel wie eine Regenwolke, seine Stoßzähne sind weiß, scharf und furchterregend. Sein Körper ist so groß wie der Raum zwischen Erde und Himmel. Sein donnerndes Gebrüll ist furchterregend. In einer Szene ist seine Mähne so feurig und furchterregend, dass Varuna, der Gott des Wassers, Varaha bittet, ihn davor zu bewahren. Varaha willigt ein und glättet seine Mähne.
Frühe Texte wie das Brahmanda Purana und das Vayu Purana bauen auf dem Taittiriya Brahmana, dem vedischen kosmogonischen Konzept von Yajna-varaha (Varaha als Opfer) auf. Die Brahmanda Purana beschreibt, dass er die Ebergestalt, die aus vedischen Opfern besteht, erwirbt, in das Wasser eintaucht und die Erde im unterirdischen Reich findet. Varahas verschiedene Körperteile werden mit verschiedenen Aspekten eines Yajnas (Opfers) verglichen.
Roshen Dalal beschreibt die Symbolik seiner Ikonographie auf der Grundlage des Vishnu Purana wie folgt:
Seine [vier] Füße repräsentieren die Vedas (Schriften). Seine Stoßzähne stellen die Opferpfähle dar. Seine Zähne sind Opfergaben. Sein Mund ist der Altar, die Zunge ist das Opferfeuer. Die Haare auf seinem Kopf stehen für das Opfergras. Die Augen stehen für den Tag und die Nacht. Der Kopf steht für den Sitz des Ganzen. Die Mähne steht für die Hymnen der Vedas. Seine Nasenlöcher sind die Opfergaben. Seine Gelenke stehen für die verschiedenen Zeremonien. Die Ohren stehen für die (freiwilligen und obligatorischen) Riten.
In der Mahabharata schüttelt Varaha, nachdem er die Erde angehoben hat, seine Stoßzähne und drei Schlammkugeln fallen in den Süden, die er zu den drei Pindas (Reiskugeln) erklärt, die den Pitrs (Ahnen) gegeben werden sollen. Varahas Verbindung zu den drei Pindas wird in späteren Texten wie dem Anhang des Epos, der Harivamsa, der Vishnudharmottara Purana und der Brahma Purana wiederholt. Diese Geschichte bildet die Mythologie des Pitr-yajna oder Shraddha, des Opfers für die Ahnen.
In der Vishnu Purana und der Brahma Purana wird in der Episode der Tötung des Dämons Narakasura durch den Krishna-Avatar von Vishnu erwähnt, dass der Dämon der Sohn von Varaha und der Erdgöttin Bhudevi war. In einigen Versionen der Erzählung verspricht Vishnu-Varaha der Erde, dass er ihren Sohn nicht ohne ihre Zustimmung töten wird. In der Krishna-Form erschlägt Vishnu den Dämon mit der Unterstützung von Satyabhama, Krishnas Gefährtin und Avatar von Bhudevi.
Das Brahmavaivarta Purana erzählt, dass Varaha Hiranyaksha erschlug und die Erde aus den Wassern rettete. Varaha und die Erdgöttin fühlten sich zueinander hingezogen und liebten sich. Nachdem sie das Bewusstsein wiedererlangt hatten, verehrte Varaha die Erde und ordnete an, dass die Erde bei bestimmten Anlässen, wie dem Bau eines Hauses, von Seen, Brunnen, Dämmen usw., verehrt werden sollte. Aus ihrer Vereinigung wurde Mangala, der Gott des Planeten Mars, geboren.
Im Avantikshetra Mahatmya der Skanda Purana heißt es, dass der Fluss Shipra nach der Tötung von Hiranyaksha aus dem Herzen von Varaha entspringt. So wird der heilige Fluss als die Tochter von Varaha beschrieben.
Varaha erscheint auch in der Shakta-Erzählung (göttinnenorientiert) in der letzten Episode des Devi Mahatmya-Textes, der in das Markendeya Purana eingebettet ist. Vishnu als Varaha erschafft seine shakti Varahi (zusammen mit anderen Gottheiten, zusammen die acht Matrika-Göttinnen genannt), um der Großen Göttin im Kampf gegen den Dämon Raktabija zu helfen.
Die Schrift Varaha Purana soll von Vishnu an Bhudevi, als Varaha, erzählt worden sein. Das Purana ist mehr den „Mythen und Genealogien“ gewidmet, die mit der Verehrung Vishnus verbunden sind. Obwohl Varaha zahlreiche Male als Retter der Erde vor den Wassern gepriesen wird, ist die detaillierte Legende im Purana nicht enthalten. Die Erde preist Varaha-Vishnu, der sie zahlreiche Male in verschiedenen Avataren gerettet hat und das gesamte Universum in seinem Mund sieht, wenn Varaha lacht. Die Varaha Upanishad, eine kleinere Upanishad, wird als eine Predigt von Varaha an den Weisen Ribhu erzählt.
Das Agni Purana, das Brahma Purana, das Markendeya Purana und das Vishnu Purana sagen, dass Vishnu als Varaha in Ketumala residiert – varsha, eine der Regionen außerhalb der Berge, die den Berg Meru umgeben. Das Bhagavata Purana sagt, dass Vishnu als Varaha bei der Erdgöttin im nördlichen Kuru varsha wohnt. Das Vayu Purana beschreibt eine Insel namens Varaha-dvipa in der Nähe von Jambudvipa, wo nur Vishnu als Varaha verehrt wird.

## Darstellungen
Mittelalterliche Varaha-Skulpturen sind über ganz Indien verbreitet, wobei zwei verschiedene Darstellungsweisen zu unterscheiden sind:
- vollplastische Darstellungen (z. B. Eran, Khajuraho)

der Körper des tiergestaltigen Ebers ist zur Gänze mit kleinen Götterfiguren bedeckt; die Göttin Bhudevi ('Göttin, die die Erde ist') – auch Prithivi ('Erde') genannt – steht in der Nähe seines Kopfes oder hält sich mit den Händen an den Hauern des Ebers fest.
- Reliefdarstellungen (z. B. Udayagiri, Halebid, Mahabalipuram)

der Körper Varahas ist der eines Menschen, sein Kopf ist der eines Ebers; eines seiner Beine ist angehoben. Bhudevi/Prthivi befindet sich stehend oder sitzend auf der Schulter oder einem angewinkelten Arm Varahas.
Grundsätzlich kommt die vollplastische, tiergestaltige Darstellungsweise Varahas ausschließlich in Nordindien (Madhya Pradesh) vor; die meisten Darstellungen dieser Art – etwa ein Dutzend sind noch erhalten – befinden sich in Museen (Delhi, Gwalior, Indore). Varaha-Reliefs sind dagegen häufiger und über ganz Indien verbreitet.